# Bullard (Texas)
Bullard é uma cidade  localizada no estado norte-americano do Texas, no Condado de Cherokee e Condado de Smith.

## Demografia
Segundo o censo norte-americano de 2000, a sua população era de 1150 habitantes.
Em 2006, foi estimada uma população de 1656, um aumento de 506 (44.0%).

## Geografia
De acordo com o United States Census Bureau tem uma área de
3,7 km², dos quais 3,7 km² cobertos por terra e 0,0 km² cobertos por água. Bullard localiza-se a aproximadamente 159 m acima do nível do mar.

## Localidades na vizinhança
O diagrama seguinte representa as localidades num raio de 20 km ao redor de Bullard.